# Theorie & Praxis
Theorie & Praxis ist ein Titel des deutschen Rappers Bushido aus dem Album AMYF. Am 9. November 2012 erschien das Musikvideo als Promo zum Album. Der Rapper JokA hat in einer Strophe und im Refrain einen Gastauftritt.

## Inhalt
Inhaltlich geht es um die Begriffe Theorie und Praxis und deren Bedeutung und der Differenz dieser Begriffe. Viel von dem Inhalt bezieht sich auf lyrische Ich und die Beziehung zwischen den beiden Begriffen und Bushidos bzw. JokAs Erlebten und deren Meinung.

## Musikvideo
Das Musikvideo zu Theorie & Praxis wurde am 8. November 2012 auf der Plattform YouTube veröffentlicht. Im Video sieht man die Rapper Bushido und Joka auf einer Polizeistation. Des Weiteren ist der deutsche Rapper MoTrip im Video zu sehen.